# سيفاكارثيكيان
سيفاكارثيكيان هو مغني وممثل هندي، ولد في 17 فبراير 1985 في الهند.

## وصلات خارجية
- سيفاكارثيكيان على موقع IMDb (الإنجليزية)
- سيفاكارثيكيان على موقع روتن توميتوز (الإنجليزية)
- سيفاكارثيكيان على موقع ألو سيني (الفرنسية)
- سيفاكارثيكيان على موقع ميوزك برينز (الإنجليزية)
- سيفاكارثيكيان على موقع قاعدة بيانات الفيلم (الإنجليزية)
- سيفاكارثيكيان على موقع كينوبويسك (الروسية)